# 克拉西夫 (戈羅霍夫區)
50°28′19″N 24°54′55″E / 50.47194°N 24.91528°E
克拉西夫（烏克蘭語：Красів），是烏克蘭的村落，位於該國西部沃倫州，由盧茨克區負責管轄，始建於1946年，面積14.45平方公里，海拔高度235米，2001年人口328，人口密度每平方公里22.7人。